# Afonso Mendes
Afonso Mendes SJ (* 18. Juni 1579 in Santo Aleixo da Restauração, Königreich Portugal; † 21. Juni 1659 in Goa, Portugiesisch-Indien) war ein portugiesischer Jesuitenpater.
1593 trat er den Jesuiten bei. Er wurde zum Priester geweiht. Er promovierte in Theologie an der Universität Coimbra und lehrte anschließend dort sowie an der Universität Évora.
Am 19. Dezember 1622 ernannte Papst Urban VIII. ihn zum Patriarchen von Äthiopien. Grund hierfür war die Gunst des äthiopischen Kaisers Sissinios für den römischen Katholizismus. Gleichzeitig ernannte der Papst Diego Secco zu seinem Koadjutor. Fernando Martins de Mascarenhas, Bischof von Faro, weihte ihn und Secco am 12. März 1623 in Lissabon zum Bischof. Mitkonsekratoren waren Jerónim de Gouvea OFM, vormaliger Bischof von Ceuta und Pedro da Costa Leal, Bischof von Angra. Im März 1623 reiste er ab und erreichte im September Mosambik sowie am 28. Mai 1624 Goa. Am 2. Mai 1625 kam er in Baylul, Afar, an und am 21. Juni 1625 in Fremona.

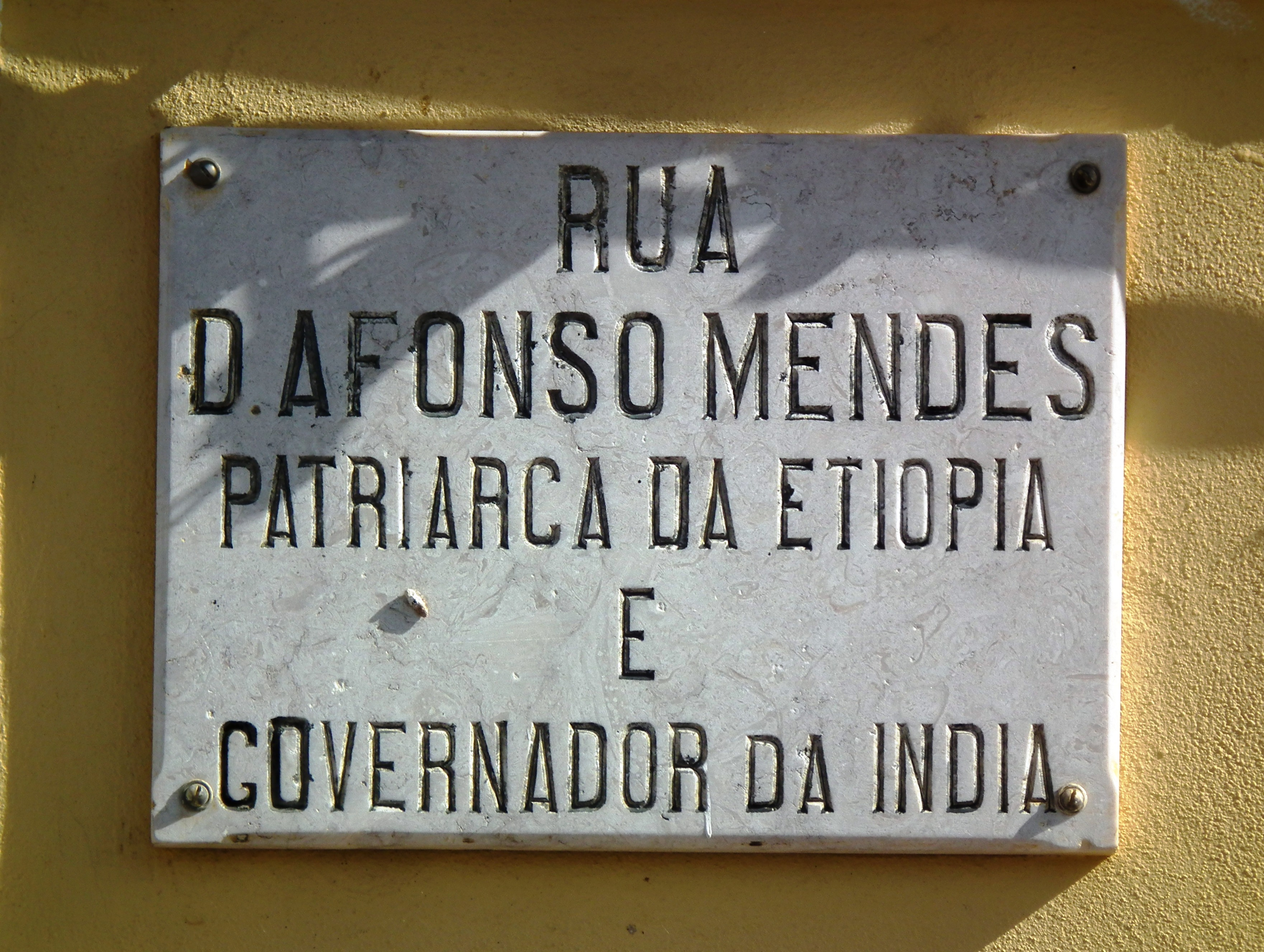
Nach Afonso Mendes benannte Straße in seinem Heimatort Santo Aleixo da Restauração.

Bei einer öffentlichen Zeremonie am 11. Februar 1626 erkannten Kaiser Susenyos und Patriarch Mendes öffentlich den Primat des Römischen Stuhls an und machten den Katholizismus zur Staatsreligion. Mendes verurteilte eine Reihe lokaler Traditionen, darunter das häufige Fasten. Er sagte den Frauen, dass ihre Kinder in der Hölle seien, da sie in der äthiopisch-orthodoxen Kirche getauft worden waren. Er weihte auch viele römisch-katholische Priester und ließ lateinische Texte, einschließlich der Messe, in die Landessprache übersetzen. Bald stellte sich der Sohn des Kaisers, Fasilides, auf die Seite der einheimischen Äthiopisch-orthodoxen Kirche. Es kam zu einem Bürgerkrieg.
1632 wurde die Zwangsmissionierung verboten und ein neuer koptischer Bischof berufen. 1636 wurde Mendes aus Äthiopien verbannt und von den Osmanen gefangen gesetzt. Gegen Lösegeld wurde er freigelassen und reiste 1635 nach Goa.
Während seiner Amtszeit wurden ihm drei Koadjutoren zur Seite gestellt: Didacus Secco (1622–1623) starb bereits auf der Schiffreise nach Mosambik, Giovanni de Rocha (1623–1627) und Apollinaris de Almeida (1627–1638).